# Ultraizm
Ultraizm – awangardowy kierunek w poezji hiszpańskojęzycznej po pierwszej wojnie światowej, powstały pod wpływem inspiracji futuryzmem, dadaizmem, kubizmem i kreacjonizmem. Jego cechą charakterystyczną była zaskakująca metaforyka. Nazwa kierunku pochodzi od nazwy czasopisma "Ultra". Przedstawicielami ultraizmu byli Guillermo de Torre, Juan Larrea, Gerardo Diego oraz, przebywający wówczas w Madrycie, Jorge Luis Borges.